# 拉森灣

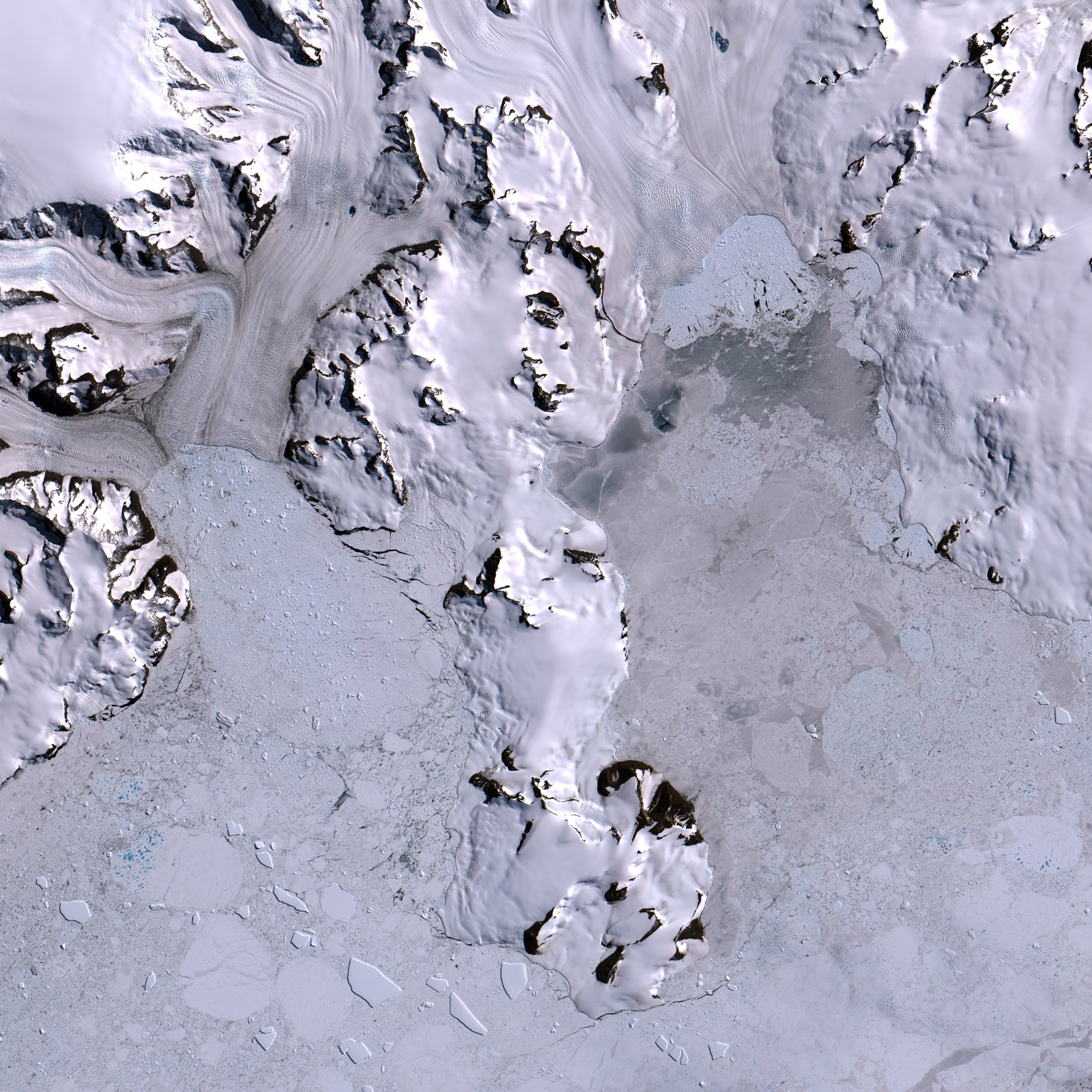

拉森灣，是南極洲的海灣，位於葛拉漢地的努登舍爾德海岸，長22公里、寬13公里，處於渴望角和索布拉爾角之間，由挪威捕鯨船長發現，現時由南極條約體系管理。
64°26′S 59°26′W / 64.433°S 59.433°W